# Сирия (римска провинция)
Вижте пояснителната страница за други значения на Сирия.
Сирия е римска провинция, завладяна в 64 пр.н.е. от Помпей, като през 72 г. към територията ѝ са присъединени земите на Комагена. След няколко административни преустройства регионът остава под римски и византийски контрол в продължение на седем века до 637 г., когато попада в ръцете на ислямските завоеватели.
Армията на провинцията се състои от три римски легиона, които защитават партската граница. През първи век, благодарение на сирийската армия, Веспасиан става римски император. Сирия има решаваща стратегическа важност по време на кризата през трети век.
В по-късния втори век, Римският сенат включва в състава си няколко видни сирийци, включително Тиберий Клавдий Помпеян (Claudius Pompeianus) и Авидий Касий (Avidius Cassius). През трети век, сирийци достигат до имперската власт с династията на Северите. Роден от тази провинция е и Аполодор от Дамаск.
Регионът остава важна провинция на Византийската империя до късния шести век, въпреки честите грабежи, причинени от сасанидските набези. През 637 г. градът Антиохия, център на провинцията, е завладян от армията на Праведния халифат.
В Сирия са известни още няколко укрепени римски селища:
- Апамея,
- Бостра,
- Дура,
- Емеса.

- Провинция Сирия на картата на Римската империя по времето на Адриан (117 – 38 г.)
- Провинция Сирия на картата на Римската империя
- Римска мозайка от Антиохия, Лувър.
- Колонадата в Апамея